# Biuncia
La biuncia (dal latino biunx, due once) era un'antica moneta di bronzo dell'Italia antica.
Fu coniata sia nelle monetazione fusa (aes grave) sia nella successiva monetazione al martello.
Corrispondeva al sestante. Quest'ultimo termine è usato per le monetazioni che usavano l'asse suddiviso in dodici once, mentre il termine di bioncia è usato per le monetazioni con l'asse suddiviso in dieci once.